# Trwałoporka jesionowa

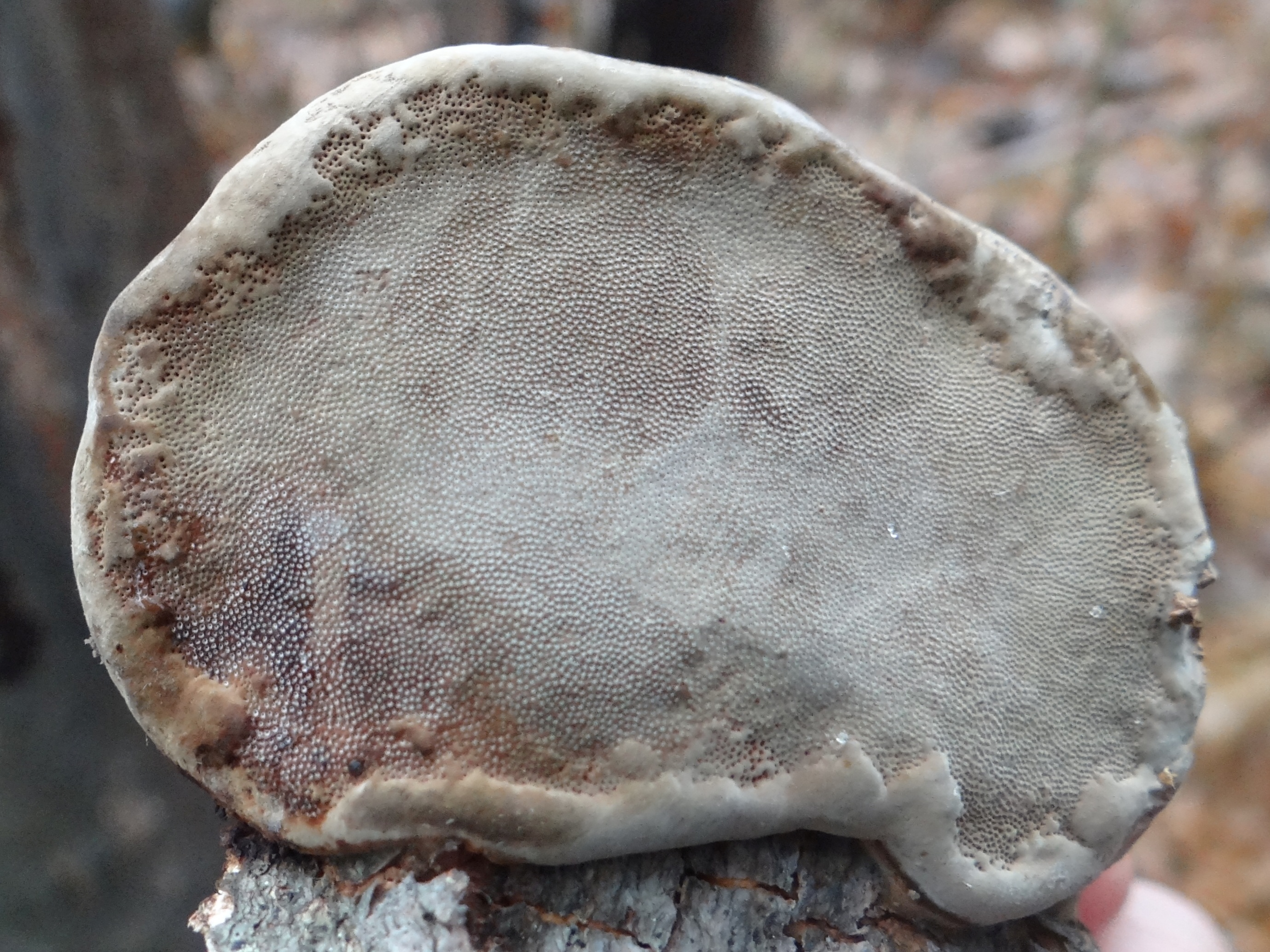
Hymenofor

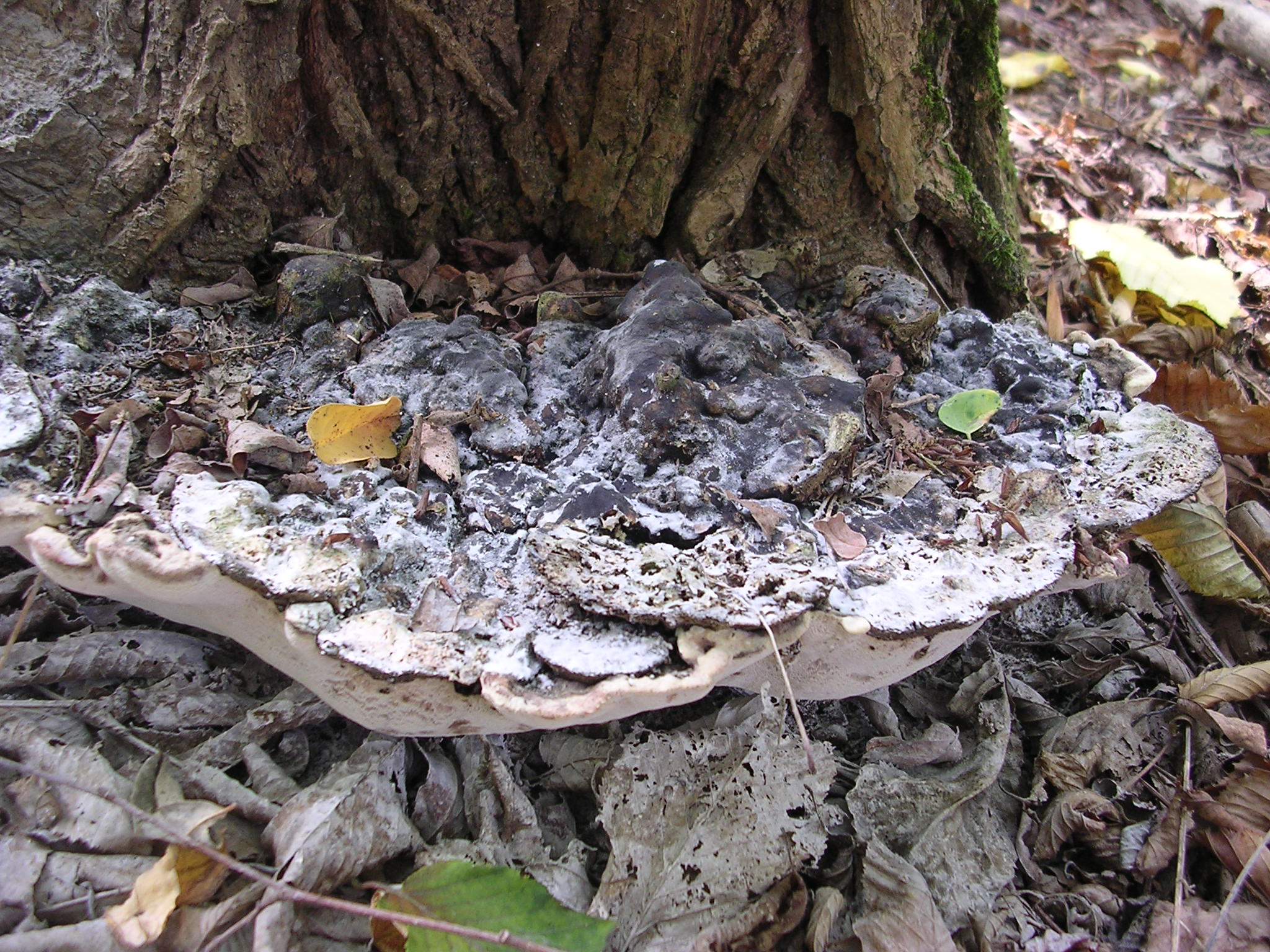
Zazwyczaj pojawia się u podstawy pnia

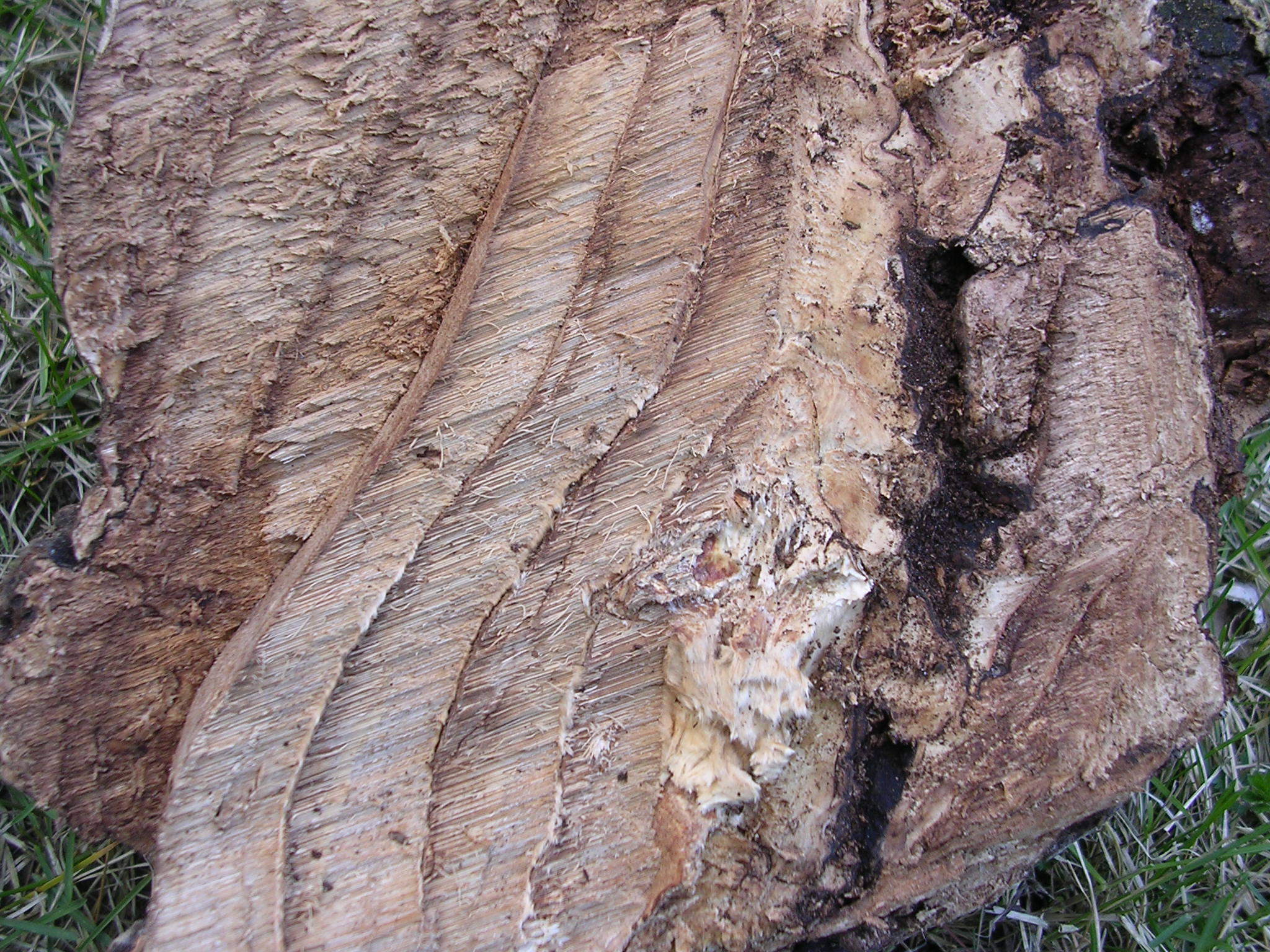
Przekrój owocnika

Trwałoporka jesionowa, porzyca jesionowa (Perenniporia fraxinea (Bull.) Ryvarden) – gatunek grzybów należący do rodziny żagwiowatych (Polyporaceae). 

## Systematyka i nazewnictwo
Pozycja w klasyfikacji według Index Fungorum: Perenniporia, Polyporaceae, Polyporales, Incertae sedis, Agaricomycetes, Agaricomycotina, Basidiomycota, Fungi.
Po raz pierwszy gatunek ten w 1790 r. Jean Baptiste Bulliard zdiagnozował jako Boletus fraxineus, później przez różnych badaczy był on włączany do różnych innych rodzajów. Według Index Fungoruma prawidłowa jest diagnoza Leifa Ryvardena, który w 1978 r. zaliczył gatunek do rodzaju Perenniporia. 
Synonimy naukowe:

- Boletus fraxineus Bull. 1790
- Fomes fraxineus (Bull.) Cooke 1885
- Fomes ganodermicus Lázaro Ibiza 1916
- Fomitella fraxinea (Bull.) Imazeki 1989
- Haploporus fraxineus (Bull.) Bondartseva 1983
- Ischnoderma fraxineum (Bull.) P. Karst. 1889
- Placodes fraxineus (Bull.) Quél. 1886
- Polyporus fraxineus (Bull.) Fr. 1821
- Polystictoides leucomelas Lázaro Ibiza 1916
- Polystictus leucomelas (Lázaro Ibiza) Sacc. & Trotter 1925
- Poria fraxinea (Bull.) Ginns 1984
- Scindalma fraxineum (Bull.) Kuntze 1898
- Trametes fraxinea (Bull.) P. Karst. 1882
- Ungulina fraxinea (Bull.) Bourdot & Galzin 1925
- Ungulina fraxinea var. albida Bourdot 1933
- Ungulina fraxinea (Bull.) Bourdot & Galzin 1925 var. fraxinea
- Vanderbylia fraxinea (Bull.) D.A. Reid 1973

Atlas hub podaje polską nazwę porzyca jesionowa, w internecie spotykana jest też nazwa pniarek jesionowy Perenniporia fraxinea. Jest nieprawidłowa – pniarek to Fomitopsis. W opracowanym w 2003 r. przez Władysława Wojewodę wykazie grzybów wielkoowocnikowych Polski gatunek ten nie występuje, po raz pierwszy w Polsce opisany został bowiem dopiero w 2004 r. Władysław Wojewoda dla rodzaju Perenniporia zaproponował nazwę trwałoporka, tak więc zgodnie z jego nazewnictwem gatunek ten powinien się nazywać trwałoporka jesionowa. W 2021 r. Komisjq ds. Polskiego Nazewnictwa Grzybów zarekomendowała tę nazwę

## Morfologia
Owocnik
Wieloletnia huba. Pojedynczy owocnik ma kopytkowaty kształt, szerokość 6-20 cm i grubość do 10 cm. Do podłoża przyrośnięty jest bokiem lub szeroką podstawą. Czasami owocnik obrasta wystające części roślin. Owocniki rzadko występują pojedynczo, przeważnie w grupach, i wówczas ułożone są półeczkowato. Powierzchnia górna jest nierówna, pofałdowana, guzowata i początkowo delikatnie aksamitna, później gładka. Ma barwę od kremowej do ochrowej, starsze okazy są coraz ciemniejsze i mają barwę od brązowej do czarnej. Brzeg ostry lub okrągły, nieco pofalowany i jaśniejszy; u młodych okazów żółtopmarańczowy, u starszych ciemniejszy. Jest płonny.
Hymenofor
Rurkowaty. Rurki o długości 6 mm, tworzące wiele warstw przedzielonych warstwami miąższu. Mają drobne, okrągłe lub kanciaste pory. Na 1 mm mieści się ich 3-5. Hymenofor w stanie suchym ma barwę kremową z różowym odcieniem, po uciśnięciu lub uszkodzeniu staje się fioletowobrązowy.
Miąższ
Drewnowato-korkowaty o kolorze drewna, w odczynniku Melzera brązowieje. Ma przeważnie nieprzyjemny zapach, w smaku jest gorzki.
Wysyp zarodników
Biały. Zarodniki o kształcie od owalnego do łezkowatego i zaostrzonej podstawie. Mają rozmiar 6,5–8,5 × 5–6,5 μm.

## Występowanie i siedlisko
Opisano występowanie tego gatunku w Ameryce Północnej, Europie, Australii i niektórych regionach Azji (na Tajwanie i w Japonii). Najwięcej stanowisk podano w Europie. W Polsce jest niezbyt częsty. W całej Europie również opisywany jest jako gatunek rzadki, w niektórych krajach znajduje się nawet na czerwonych listach gatunków zagrożonych. Prawdopodobnie jednak nie jest tak rzadki, a tylko nie jest rozpoznawany i brany jest za inne gatunki hub.
Występuje w liściastych lasach, zwłaszcza typu ols, oraz w parkach. Pojawia się zarówno na osłabionych, jak i w pełni żywotnych drzewach. Zazwyczaj owocniki tworzy przy podstawie pnia. Nazwa porzyca jesionowa jest myląca – występuje bowiem nie tylko na jesionach, ale także na innych gatunkach drzew liściastych: klon, eukaliptus, buk, platan, złotokap, dąb, robinia, wiąz.

## Znaczenie
Saprotrof i pasożyt powodujący intensywną białą zgniliznę drewna. Do drzewa wnika przez rany. Po obumarciu drzewa nadal rozwija się jako saprotrof. Czas życia owocnika wynosi od dwóch do siedmiu lat. Ochrona polega na zapobieganiu – wygładzaniu ran i zabezpieczaniu ich środkami grzybobójczymi. 

## Gatunki podobne
Charakterystyczną cechą Perenniporia fraxinea jest taka sama barwa owocnika na zewnątrz i w środku. Pozwala to odróżnić go od niektórych hub z rodzaju Ganoderma (lakownica) oraz podobnego twardoporka wiązowego (Rigidoporus ulmarius).